# Нініг Сунінгсіх Рохдіат
Нініг Сунінгсіх Рохдіат (індонез. Nining Suningsih Rochadiat) (23 липня 1949, Бандунг) — індонезійська дипломатка. Надзвичайний і Повноважний Посол Індонезії в Україні.

## Біографія
Народилася 23 липня 1949 року в місті Бандунг — торговому місті й столиці провінції Західна Ява на острові Ява в Індонезії. У 1977 році закінчила соціально-політологічний факультет Паджаяранського університету в Бандунзі, магістр міжнародних відносин; Національний освітній коледж США (1988).
З 1982 — очолювала відділ політичних справ Посольства Індонезії у Лондоні. Брала активну участь у роботі Комітету Асоціації держав Південно-Східної Азії (ASEAN), дипломатичних форумах у Лондоні.
У 1986 — працювала в Національному секретаріаті Асоціації держав Південно-Східної Азії у Джакарті.
У 1986–2002 рр. — міністр Ради інформації та соціальної культури посольства Індонезії в Сінгапурі. Проводила форуми, зустрічі, конференції, зокрема щорічну зустріч міністрів та екс-міністрів Асоціації держав Південно-Східної Азії у Сінгапурі.
У 2002 — помічник міністра з питань жіночих прав Департаменту закордонних справ у Джакарті. Брала активну участь у вирішенні питань із прав жінки та захисту дітей.
З 2009 року — Надзвичайний і повноважний посол Індонезії в Києві та за сумісництвом в Грузії та Вірменії.
02.04.2009 — вручила вірчі грамоти Президенту України Віктору Ющенку.

## Сім'я
- Чоловік Яят Рохдіат — індонезійський військовик, генерал у відставці.
- Донька Аніса (29 років) — вивчає арабську мову й історію Корану в Йорданії.
- Син Багус (25 років) — здобув освіту в Нідерландах, нині працює в Джакарті.
- Донька Рахма (23 роки) — здобула освіту в Амстердамі, нині працює в Джакарті.